# Huarache (calçado)

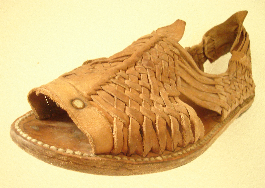
Um huarache contemporâneo.

Huaraches (derivado de Warachi, na língua purépecha, singular huarache) são um tipo de sandália mexicana , de origem pré-colombiana.

## História
De origem pré-colombianas, as sandálias têm origem que se acredita relacionadaa com o cactle ou cactli, de origem Náuatle. O nome "Huarache" é derivado da palavra na língua purépecha kwarachi, e se traduz diretamente como sandália.
Formas primitivas foram encontradas e traçadas até comunidades agrícolas dos atuais estados de Jalisco, Michoacán, México e Yucatán. Originalmente com 100% de couro, estrutura de tira em volta do pé ainda é tradicionalmente feita com tiras de couro trançadas.
Após sua origem nas comunidades de camponeses, eles foram adotados por algumas ordens religiosas, como osfrades Franciscanos . Na década de 1930, as variações mais amplas começaram a aparecer, com solas de derivada a partir da borracha de pneus de carro.
O estilo dos huaraches tradicional varia bastante, mas estes são sempre muito simples. Originalmente feitos de couro, mais tarde houve a inclusão de solas de madeira fina. Mais tarde, versões mais elaboradas foram criados por seleiros e trabalhadores do couro.
Muitos produtores afirmam que seus calçados são huaraches, mas eles somente são tradicionalmente considerado um huarache se eles são feitos à mão, e tem uma parte em couro no canto superior.

## Galeria

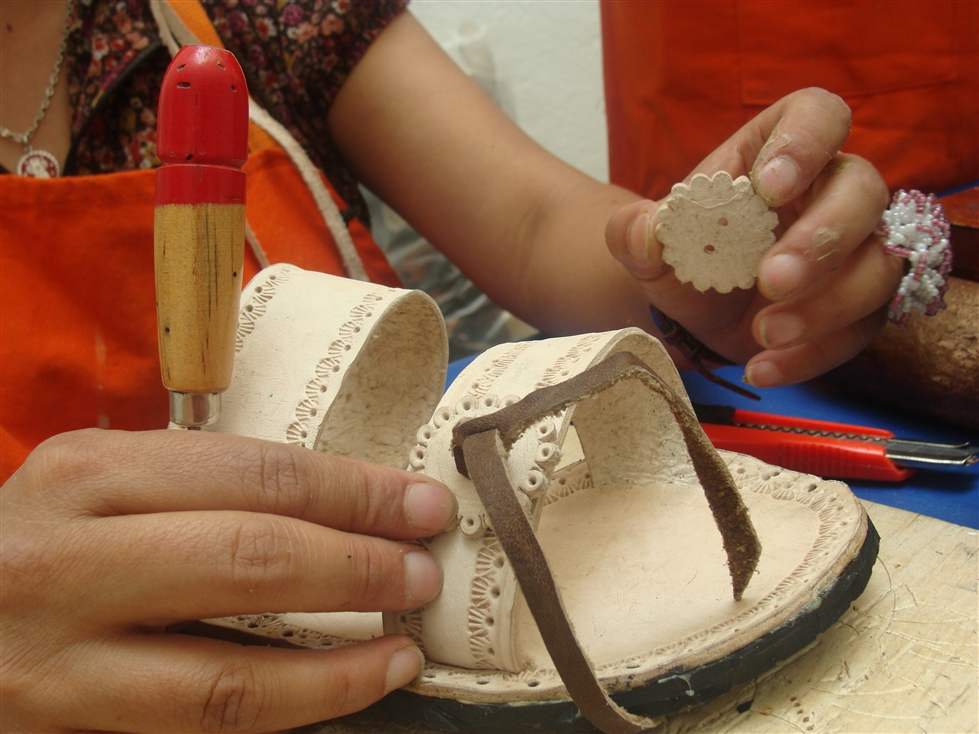
A fabricação de um huarache em uma oficina no Museo de Arte Popular, da Cidade do México.
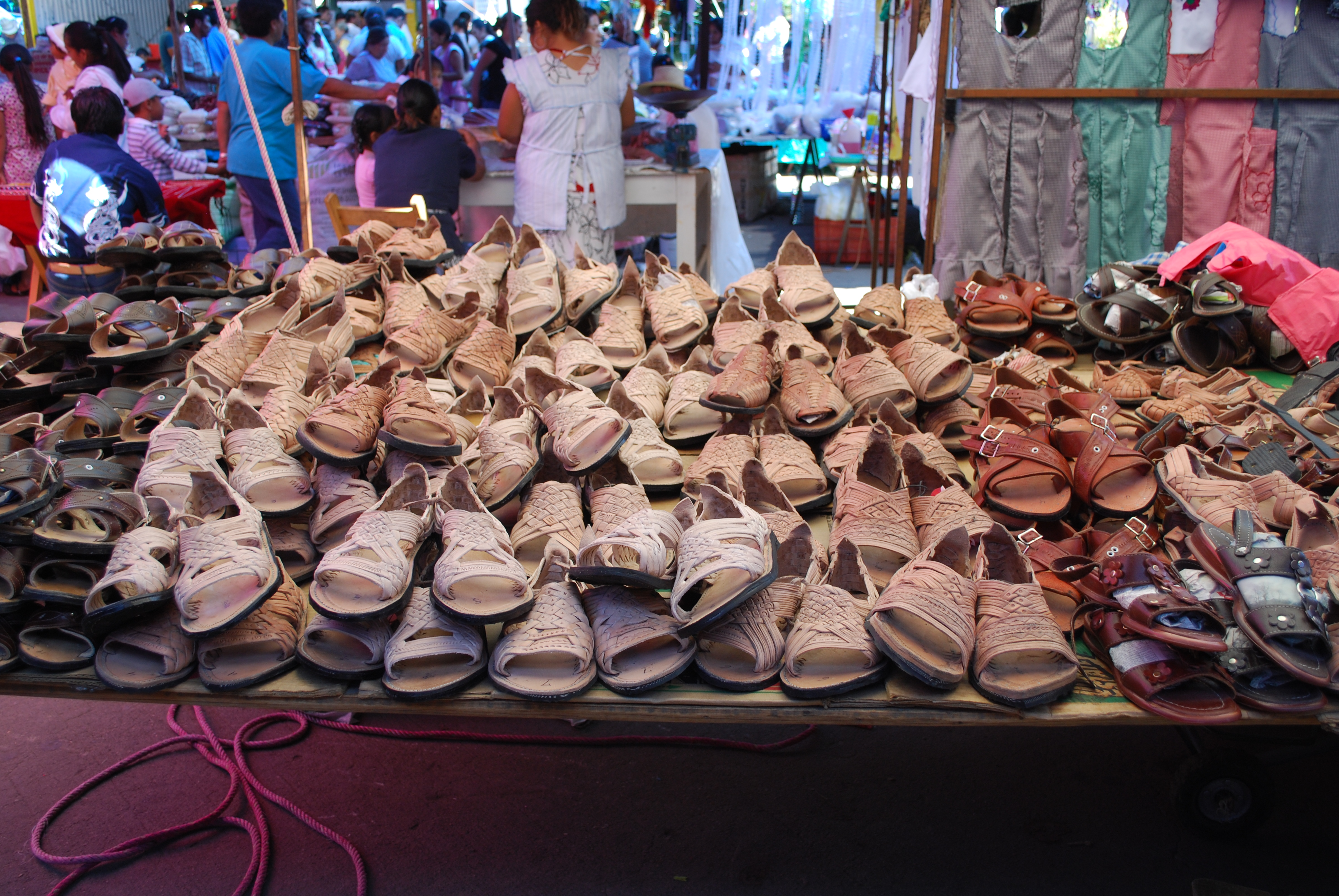
Huaraches à venda em Oaxaca.